# کنت لی
 کنت لی (انگلیسی: Kenneth Lay؛ ۱۵ آوریل ۱۹۴۲ – ۵ ژوئیهٔ ۲۰۰۶) یک بازرگان اهل ایالات متحده آمریکا بود.